# Chiesa di San Francesco dei Marinai
La chiesa di San Francesco dei Marinai o chiesa di San Francesco alla Marina è una chiesa di Catona, quartiere di Reggio Calabria.
È situata in Via Beato Umberto 36 e attualmente non svolge messe.